# Felipe de Albornoz
Felipe de Albornoz (Valladolid, 1574–Corona de España, después de 1650) fue un militar español del siglo XVII, gobernador del Tucumán entre 1627 y 1637.

## Biografía
Felipe de Albornoz nació en 1574 en Valladolid, donde fue bautizado en la iglesia de San Miguel el 16 de mayo de 1574. Fue caballero de la Orden de Santiago. Provenía de una familia ilustre, ya que era hijo de Francisco de Albornoz, caballero de la Orden de Calatrava, oidor de la Real Chancillería de Valladolid miembro del Consejo y de la Cámara del rey, y de su esposa Felipa de Espinosa, y hermano del cardenal Gil de Albornoz.  Su padre era hermano del cardenal Fernán Gómez de Albornoz y sobrino nieto del arzobispo de Toledo, el cardenal Pedro Gil de Albornoz, gobernador de Milán.[cita requerida] Felipe de Albornoz contrajo matrimonio por poderes con Juana de Añasco y Mendoza.
Pasó su niñez en la Corte del rey Felipe III, de quien fue paje y gozó también de la estima de su sucesor Felipe IV quien lo designó como gobernador del Tucumán en 1624, aunque recién llegó en 1627.
Luego de concluir su mandato, el 7 de agosto de 1638 el gobernador Francisco de Avendaño y Valdivia dictó sentencia en el juicio de residencia que se le siguió, en el cual se lo declaró culpable en algunos cargos. Luego de esto, Albornoz regresó a España.

## Gobierno del Tucumán (1627-1637)
Asumió el 11 de junio de 1627. Fue un gobernador autoritario y despótico y por falta de conocimientos tuvo un torpe proceder para con los aborígenes, a quienes los tuvo marginados. Los naturales fueron explotados en las encomiendas.
Cuando Albornoz asumió, los calchaquíes fueron en delegación junto a su bravo cacique Chelemín a rendirle homenaje, como era costumbre de entonces cuando asumía un nuevo gobernador. Albornoz ordenó detener a los 200 miembros de la embajada, cortarles el cabello lo que significó un tremendo agravio para ellos, y los hizo azotar. Cuando los indígenas se retiraron, juraron venganza y cumplieron con creces su juramento.
Esto dio origen a la Segunda Guerra Calchaquí que se prolongó por años, con asesinatos, raptos, destrucciones, robo de ganado, y otros desmanes. Esto culminó con la destrucción de Concepción del Bermejo en 1631 y el abandono de la Nueva San Juan Bautista de la Paz en el Valle de Londres en 1632. Tan grave fue el alzamiento que llegó incluso a peligrar la existencia misma de la Gobernación del Tucumán.
Ante esta gravísima situación, el virrey del Perú Luis Fernández de Cabrera envió una fuerza armada en su auxilio, al mando de Antonio de Ulloa, fiscal de la Real Audiencia de Charcas, quien llegó en 1632. Esta tropa luchó contra los calchaquíes hasta que Gerónimo Luis de Cabrera, nieto del fundador de Córdoba, los derrotó en 1637.
El 17 de febrero de 1628 se produjo una gran inundación en la capital de la gobernación, la ciudad de Santiago del Estero, ya que el crecido río Dulce rompió las defensas y no pudieron detener las avenidas, y se llevó gran parte de la ciudad de Santiago del Estero. Aunque el agua del río había cubierto gran parte de la plaza, la nueva iglesia Catedral de 1617 logró salvarse. Los caminos quedaron borrados, los sembradíos arrasados y las haciendas dispersas. El gobernador escribió al rey solicitándole autorización para trasladar la ciudad a un nuevo sitio y la construcción de una nueva acequia.
En 1629 Albornoz escribió al rey informándole acerca de las rencillas y pleitos que dividían a los vecinos del Tucumán cuando había elecciones y el acaparamiento de los cargos concejiles. Y que a partir de la visita del licenciado Alfaro, que reglamentó el trabajo de los naturales, los aborígenes de servicio "han venido a menos".
En otra carta del mismo año, el gobernador informó al rey sobre los habitantes de los valles calchaquíes y agregó que allí sería conveniente la fundación de una población para reducir a los naturales.
En 1630 se produjo otra terrible inundación en Santiago del Estero. Hubo que reedificar 34 casas, casi la mitad de la ciudad. La creciente del río también se llevó las casas reales, el convento de las Mercedes y afectó a la iglesia Catedral, a la vez que atravesaba la plaza. Como el río había llegado a la plaza, los vecinos solicitaron trasladar la ciudad, alejándola de él. El rey Felipe IV autorizó por real cédula de 1630 el traslado de la ciudad, pero el pueblo se opuso. Albornoz trasladó la ciudad un poco más al oeste.
En ese mismo año, ante una sublevación calchaquí, el gobernador Albornoz reaccionó convocando a los encomenderos, armó una fuerza y salió a combatir a los sublevados. Fundó en 1631, en el valle donde se encontraba Córdoba de Calchaquí, la ciudad de Nuestra Señora de Guadalupe de Calchaquí, que la dejó como un fuerte, para luego retirarse.
A poco de regresar a Santiago del Estero, los indígenas se alzaron nuevamente asesinando al capitán y a 18 soldados del fuerte. El alzamiento fue general en toda la Gobernación. Tras cinco años de luchas y con auxilios de la Audiencia de Charcas, finalmente en 1633 Albornoz pudo doblegar a los calchaquíes. Estas sublevaciones tuvieron su origen debido a los abusos de los encomenderos y del gobernador Albornoz con los indígenas.